# Saint-Pardoux-le-Neuf (Creuse)
Saint-Pardoux-le-Neuf é uma comuna francesa na região administrativa da Nova Aquitânia, no departamento de Creuse. Estende-se por uma área de 7,51 km². Em 2010 a comuna tinha 201 habitantes (densidade: 26,8 hab./km²).